# Sex Rouge (Les Diablerets)
Pour les articles homonymes, voir Sex Rouge.
Le Sex Rouge (ou Scex Rouge) est un sommet des Alpes bernoises dans le canton de Vaud. Il se trouve dans le massif des Diablerets et fait partie du domaine skiable du Glacier 3000.

## Histoire

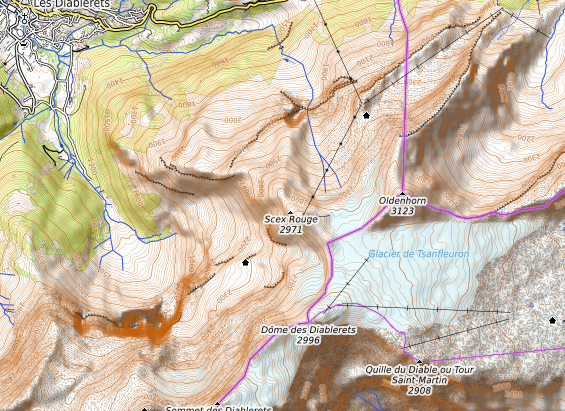
Carte topographique du Sex Rouge.

Un téléphérique de 60 places qui mène au Sex Rouge est construit en 1964. Les trois sections, vétustes, sont remplacées par deux téléphériques de 125 places ouverts en 2001.
Depuis 2008, la station supérieure du téléphérique accueille l'arrivée de la course de montagne Glacier 3000 Run.
En 2014, le Peak Walk ouvre entre le Sex Rouge et le point de vue de Glacier 3000. Long de 107 mètres, il est le premier pont suspendu (par le manque de pylônes plutôt une passerelle) du monde construit entre deux sommets.